# Mark Evanier
Mark Stephen Evanier (Los Ángeles, 2 de marzo de 1952) es un guionista estadounidense, conocido por su trabajo en la serie animada Garfield y sus amigos y la historieta Groo the Wanderer, así como su obra como historiador y biógrafo de la industria de la historieta, como su premiada biografía de Jack Kirby, Kirby: King of Comics.

## Primeros años
Evanier se identifica como judío, su padre fue judío y su madre fue católica. Decidió ser escritor después de presenciar la miseria que su padre sentía trabajando en el Servicio de Impuestos Internos de los Estados Unidos y lo contrastó con la manera en que era presentada la vida de un escritor en el programa de televisión The Dick Van Dyke Show. Se graduó de la Escuela Preparatoria University en Los Ángeles y asistió a la Universidad de California en Los Ángeles pero abandonó sus estudios antes de graduarse.

## Carrera
Evanier fur presidente de un club de historietas de Los Ángeles de 1966 a 1969, en 1967 sugirió los título para los oficiales de la Merry Marvel Marching Society, el club de aficionados de la editorial Marvel Comics. Vendió su primer trabajo profesional en 1969 y ese mismo año, en asociación con una firma de venta por correo de Marvel Comics, comenzó a trabajar como asistente de producción de Jack Kirby.
Varios años después, comenzó a escribir historietas para mercados internacionales para el Walt Disney Studio Program, luego de 1972 a 1976 escribió guiones para la Gold Key Comics así como historietas para los administradores del patrimonio de Edgar Rice Burroughs.
Ha guionizado capítulos de series de televisión como The Love Boat o MacGyver, también adaptaciones a historieta de series de animación como Scooby Doo, Dungeons & Dragons, Casper y creaciones de Warner Bros. y Disney. 
En 2008 escribió e ilustró Kirby King of Comics, una biografía de Jack Kirby publicada por Abrams Books ganadora de un premio Eisner y dos premios Harvey.
Ha producido distintas historietas, entre ellas Blackhawk, DC Challenge con Gene Colan, New Gods y Superman & Bugs Bunny con Joe Staton para DC Comics; Crossfire y DNAgents con Will Meugniot para Eclipse Comics; Hollywood Superstars con Dan Spiegle para Epic Comics; Groo the Wanderer con Sergio Aragonés para Marvel Comics;

## Premios
- 1975: Premio Inkpot[14]
- 1992: Premio Eisner a «mejor publicación de humor» por Groo the Wanderer[15]
- 1997: Premio Eisner a «mejor publicación de humor» por Sergio Aragonés Destroys DC y Sergio Aragonés Massacres Marvel[16]
- 1999: Premio Eisner a «mejor publicación de humor» por Sergio Aragonés Groo[17]
- 2001: Premio humanitario Bob Clampett[18]
- 2003: Premio a una vida de logros del Writers Guild of America, West[19]
- 2009: Premio Eisner a «mejor libro relacionado con las historietas» por Kirby: King of Comics[10]
- 2009: Premios Harvey por «mejor presentación biográfica, histórica o periodística» y «premio especial por excelencia en presentación»[11]